# أغستاش شمري
أغستاش شمري أو الزوفا العملاق الزرقاء (الاسم العلمي:Agastache foeniculum) (بالإنجليزية: Agastace foeniculum WPC.jpg)‏ هي نوع من النباتات يتبع جنس الأغستاش من الفصيلة الشفوية. سمي هذا النوع نسبة إلى نبات الشمار.